# Polvijärvi
Polvijärvi est une municipalité du centre-est de la Finlande, dans la région de Carélie du Nord.

## Géographie
La commune est étendue et assez contrastée. Le sud, en bordure des deux grands lacs Höytiäinen et Viinijärvi, est largement agricole. Le nord est forestier et sauvage.
La municipalité a une superficie de 958,32 km2, dont 154,16 km2 d'eau.
On y trouve deux importantes mines de talc exploitées par Mondo Minerals.
La capitale régionale Joensuu est à 40 km du centre administratif. Les communes voisines sont Juuka au nord, Kontiolahti à l'est, Liperi au sud, Outokumpu au sud-ouest et enfin Kaavi à l'ouest (Savonie du Nord).

## Démographie
Depuis 1980, l'évolution démographique de Polvijärvi est la suivante, :
| Année      | 1980  | 1985  | 1990  | 1995  | 2000  | 2005  |
| ---------- | ----- | ----- | ----- | ----- | ----- | ----- |
| population | 6 167 | 6 006 | 6 001 | 5 730 | 5 411 | 5 008 |

| Année      | 2010  | 2015  | 2020  |
| ---------- | ----- | ----- | ----- |
| population | 4 804 | 4 593 | 4 248 |

## Politique et administration

### Conseil municipal
Les 21 conseillers municipaux sont répartis comme suit:
| Parti     | Parti                              | Sièges 2021–2025 |
| --------- | ---------------------------------- | ---------------- |
|           | Parti social-démocrate de Finlande | 5                |
|           | Vrais Finlandais                   | 5                |
|           | Parti de la Coalition nationale    | 1                |
|           | Parti du centre                    | 10               |
|           | Ligue verte                        | 2                |
|           | Alliance de gauche                 | 0                |
|           | Chrétiens-démocrates               | 0                |
|           | Kristallipuolue                    | 0                |
| Sources : |                                    |                  |

## Personnalités
C'est à Polvijärvi que s'établit dans les années 1980 un petit groupe d'écologistes d'Helsinki soucieux de développer l'agriculture biologique en Finlande. Parmi eux, Tarja Cronberg, députée et actuelle présidente du parti écologiste de Finlande.

## Galerie

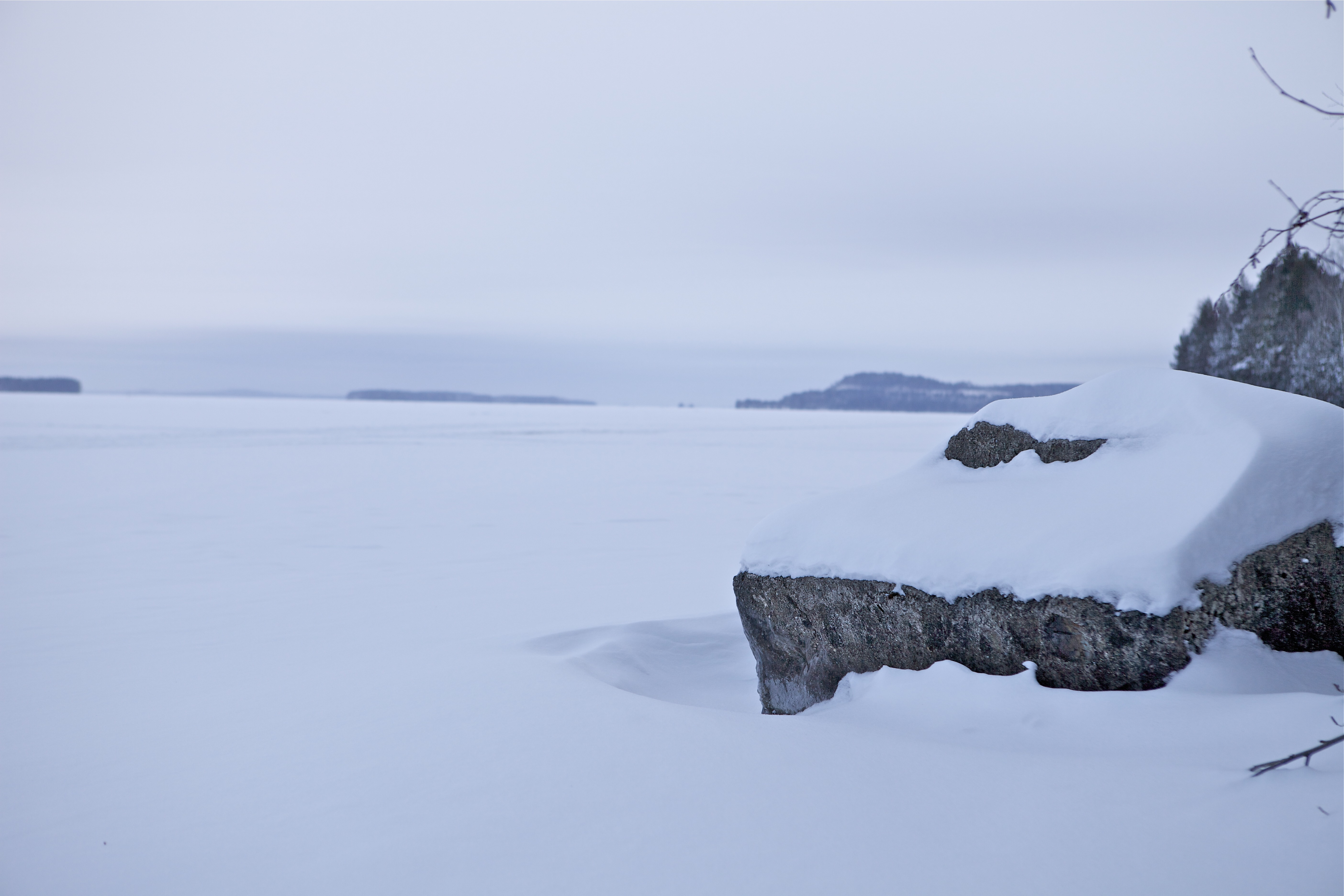
Le lac Höytiäinen.
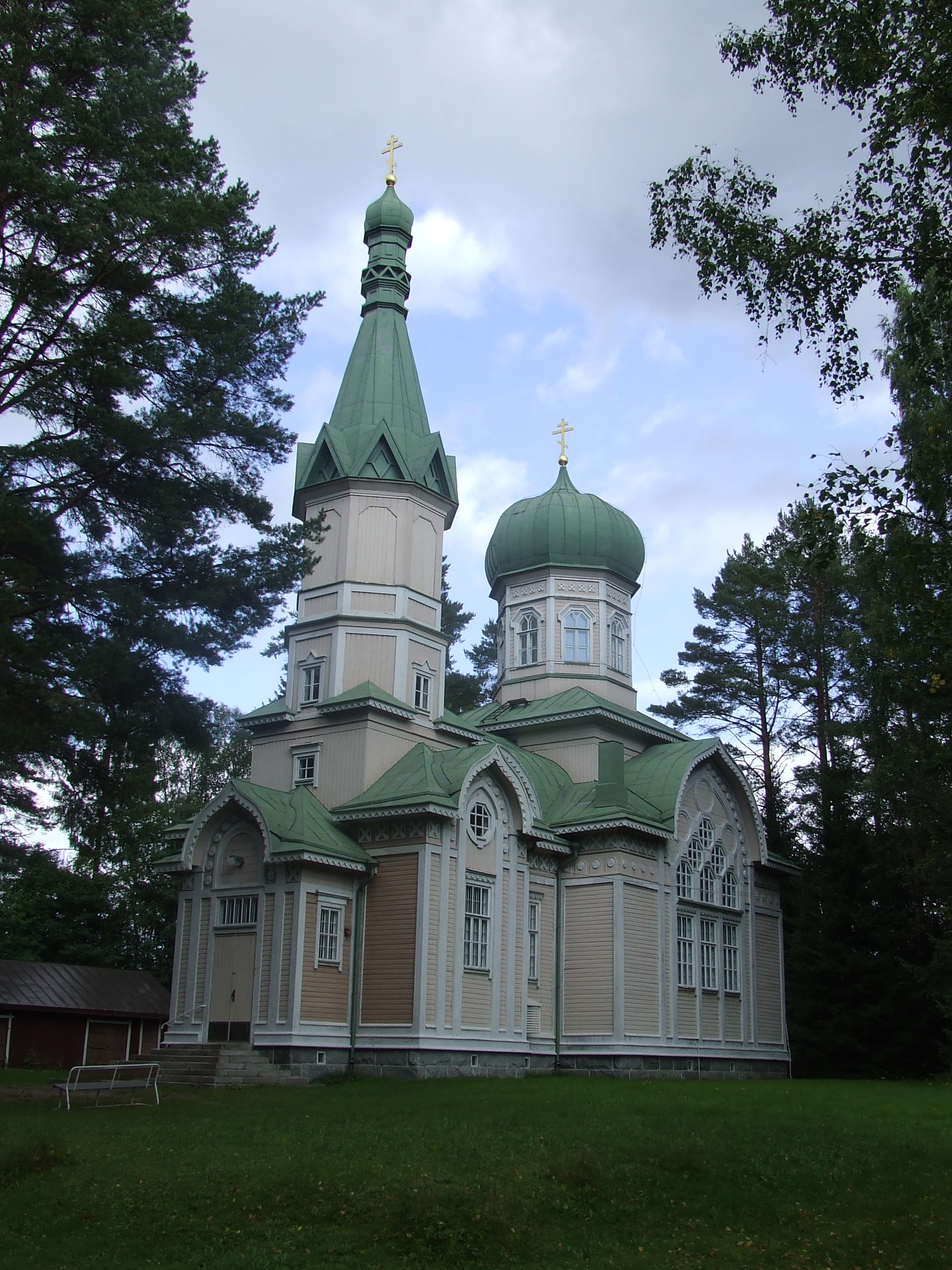
Église orthodoxe Saint-Jean-Baptiste.
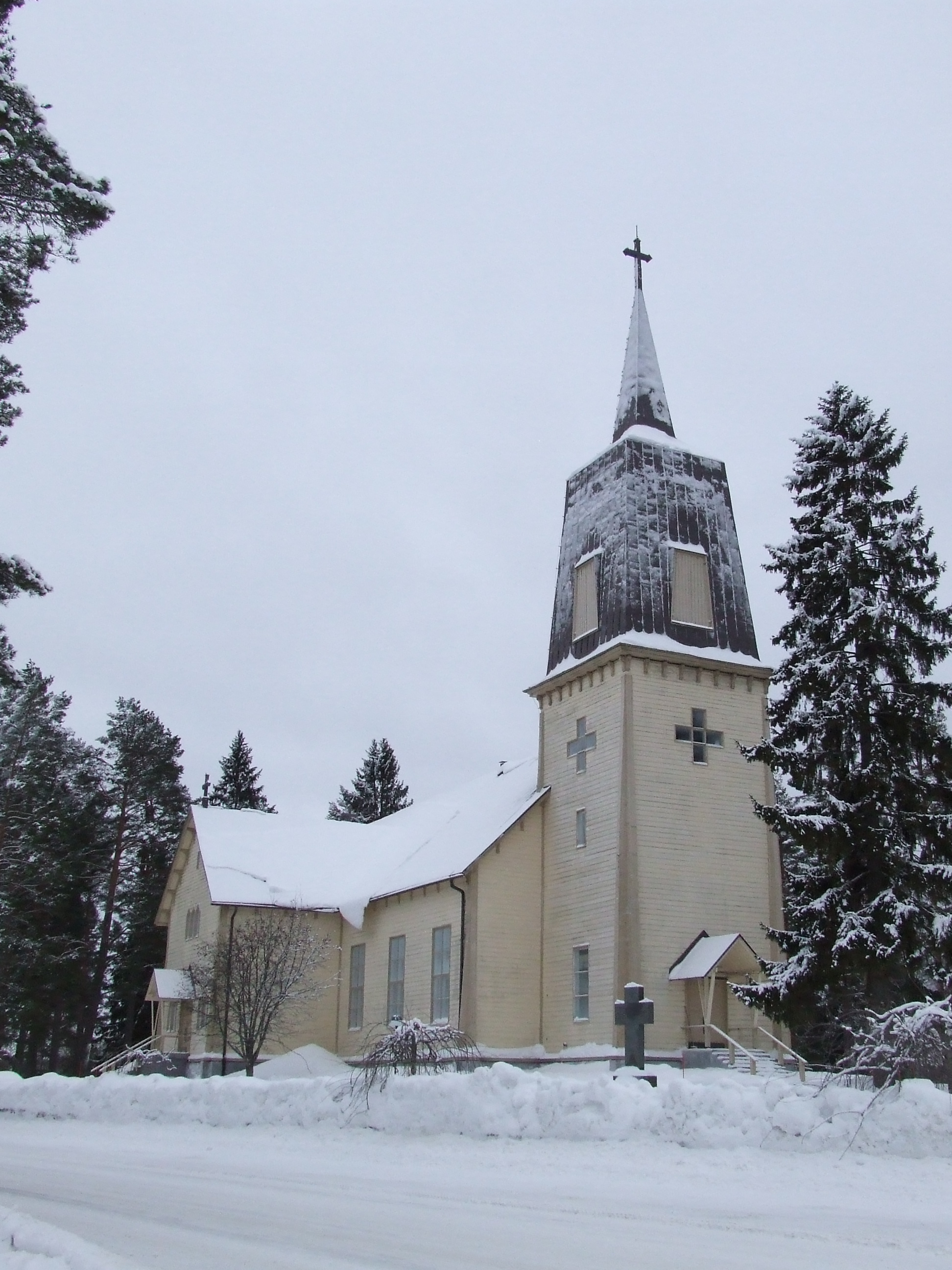
Église de luthérienne de Polvijärvi.
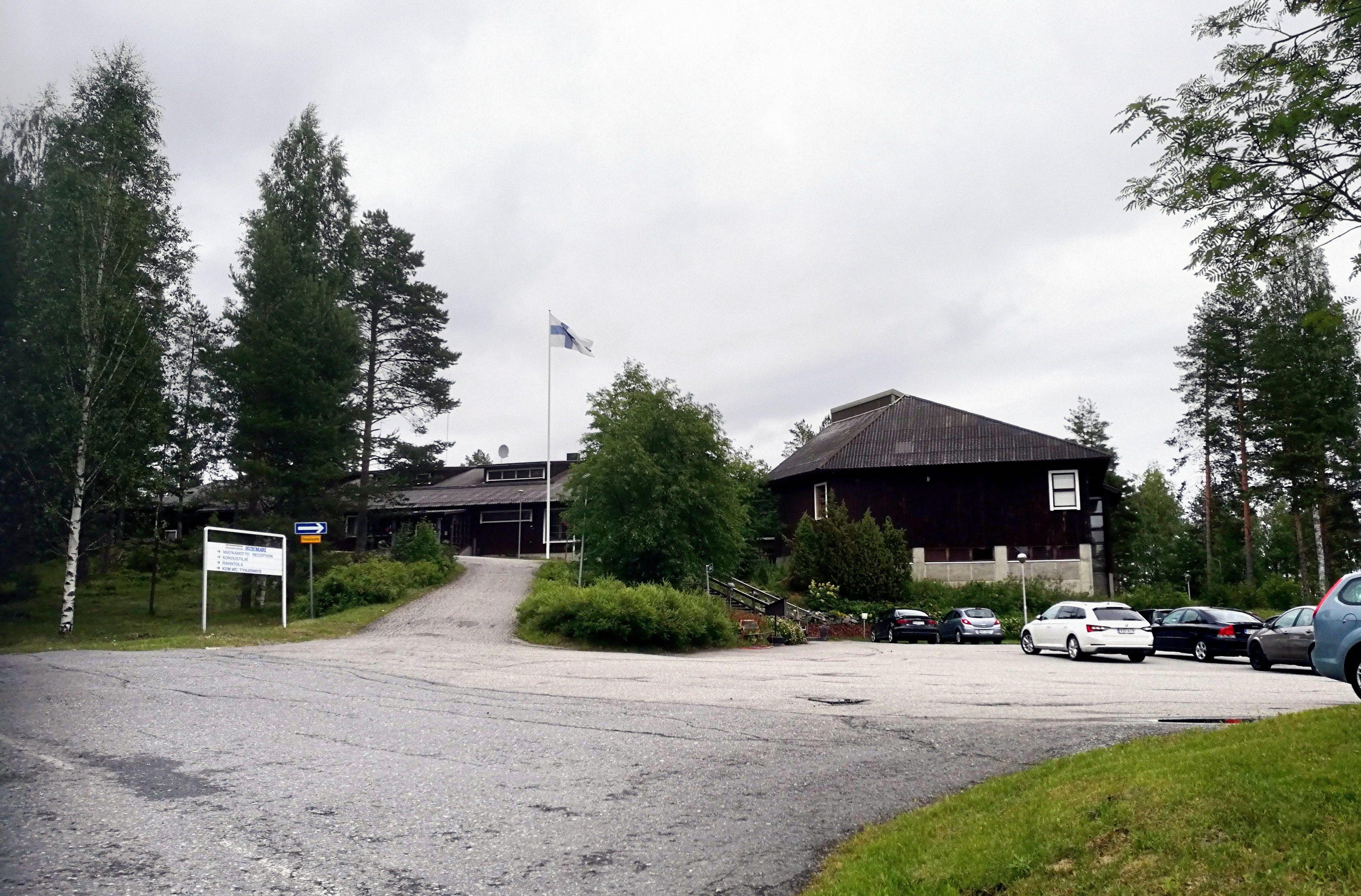
Centre de vacances Huhmari.